# أنطونيو فييرا (مدرب كرة قدم)
أنطونيو فييرا (بالبرتغالية: António Ferreira) مدرب كرة قدم برازيلي محترف تولى تدريب منتخب الكويت لكرة القدم بين عامي 1987 و1988 ، وخلال هذه الفترة، سعى إلى تطوير أداء الفريق الكويتي من خلال تطبيق أسلوب لعب يعتمد على الانضباط التكتيكي والمهارات الفردية وكانت  فترة تدريبه جزءًا من تاريخ كرة القدم الكويتية، حيث أضاف خبرته البرازيلية للمنتخب في تلك الحقبة. 